# ヴェルデ辻甚
VERDE辻甚（ヴェルデつじじん）とは、奈良県大和高田市にある高級フランス料理のウエディングレストランである。

## 概要
名所や歴史的建造物が有名な由緒ある地・奈良で、約400年の歴史を持つ元老舗料亭旅館である「辻甚」が品位と格調に満ちた空間として華やかに蘇る。
四季折々の樹々が息吹く庭園と優美な純日本建築。風光明媚な大正ロマン溢れる風雅な外観はそのままに一歩中に入れば、そこは美味しい料理と心温まるおもてなしが客を迎るレストラン。

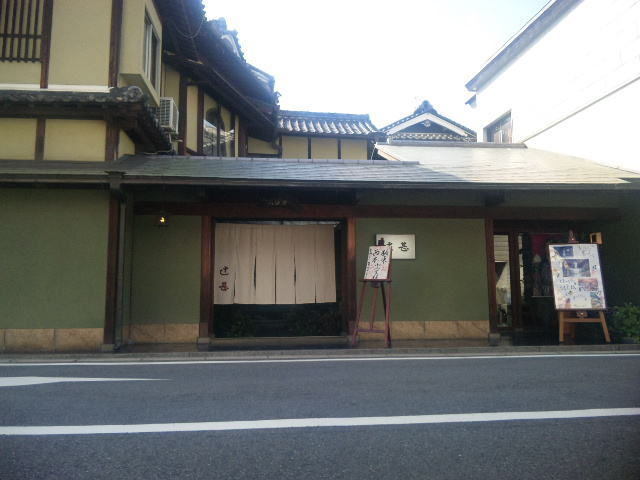
店舗入り口
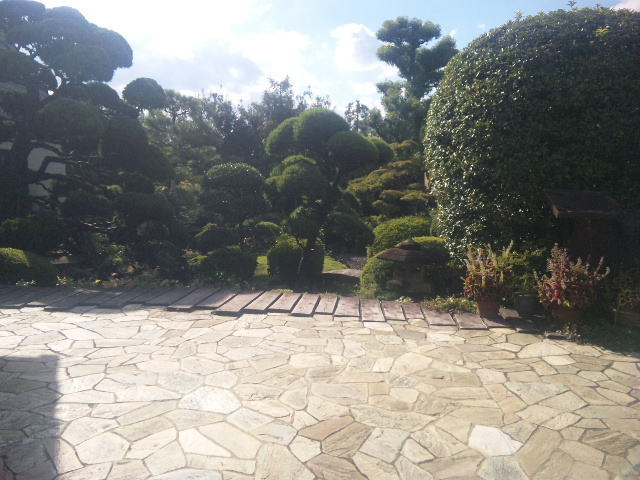
庭園